# Johann Conrad Erleholz
Johann Conrad Erleholz (* 22. November 1608; † 24. Oktober 1673) war ein römisch-katholischer Geistlicher und Domherr am Konstanzer Münster.

## Leben
Johann Conrad Erleholz entstammte einem in Konstanz und Überlingen ansässigen Geschlechtes und war der Sohn des bischöflichen Konsistorialadvokaten Balthasar Erleholz und der Euphrosina Hager. Er studierte für sechs Jahre Philosophie und Theologie am Pontificium Collegium Germanicum et Hungaricum de Urbe in Rom und wurde dort auch zum Doctor theologiae promoviert.
Mit einem Schreiben von 1633 empfiehlt der Rektor des Kollegium Germanicum seinen Alumnen Johann Konrad Erleholz für weitere Bewerbungen mit dem Text: „Der Rektor des Kollegium Germanicum empfiehlt den Priester Johann Konrad Erleholz aus der Diözese Konstanz, der sechs Jahre im Collegium studierte, allen denen, zu denen er kommt.“
Er war von 1632 bis 1662 Chorherr von Stift St. Johann in Konstanz. Johann Konrad Erleholz wurde 1657 auf Grund eines päpstlichen Provisionsmandates ein Kanonikat und Pfründe an der Konstanzer Domkirche angewiesen.
Bei der Wahl von Christoph Raßler am 21. Dezember 1658 zum neuen Abt des Benediktinerklosters Zwiefalten war der Konstanzer Domherr Johann Conrad Erleholz zugegen.
Erleholz galt als Mäzen des Konstanzer Jesuitenkollegs sowie des „Jesuitenmalers“ Johann Christoph Storer. Er war von 1644 bis 1673 Eigentümer des Dienheim’schen Domherrenhofs.